# Roser Burgués Ventura
Roser Burgués Ventura (Castelldefels, 14 de març de 1955) és una psicopedagoga, terapeuta del llenguatge i escriptora catalana. També ha escrit contes per a nens i adults de diverses temàtiques. L'any 2012 rep el premi de contes curts de Cabrils amb  "Dos contes sense remei". L'any 2014, va quedar Finalista del III Premi de Novel·la Històrica de l'Editorial Gregal amb la seva obra “La Indiana”." La Indiana" també ha estat finalista del Premi de les Lletres Catalanes Ramon Llull 2015 i del Premi Josep Pla 2015, sota el títol de Claire Poupière.

## Obra
- El senyor O i la senyoreta I es fan amics (1988).
- El senyor O i la senyoreta I van al mar (1988).
- Les Magilletres (creadora dels personatges de la sèrie televisiva)[5]
- La Indiana (2015)[6]
- La Manela (2019)[7]